# Lijst van burgemeesters van Bedum
Dit is een lijst van burgemeesters van de voormalige Nederlandse gemeente Bedum in de provincie Groningen.
| Ambtsperiode | Naam burgemeester                    | Partij of stroming | Bijzonderheden |
| ------------ | ------------------------------------ | ------------------ | --- |
| 1808 - 1812  | Jan Onnes Wieringa                   |                    | |
| 1812 - 1825  | Jan Daniël Rijkens                   |                    | |
| 1825 - 1835  | Berend Peppink                       |                    | 'eerloos' verklaard en veroordeeld tot 5 jaar tuchtstraf en 50 gulden boete na verduistering van geld voor een nieuwe brandspuit |
| 1835 - 1858  | mr. Carel Willem Pieter van Naerssen |                    | vanaf 1837 ook burgemeester van Adorp                                                                                            |
| 1858 - 1860  | mr. Antonius Haakma van Roijen       |                    | |
| 1860 - 1873  | Jan Hendrik Leopold                  |                    | was burgemeester van Adorp, ovl. 29 september 1873                                                                               |
| 1873 - 1878  | Wijtze J. Bekker                     |                    | was burgemeester van Winsum, werd burgemeester van Hennaarderadeel                                                               |
| 1878 - 1895  | Reinder Jacobs van Bruggen           |                    | |
| 1895 - 1909  | dr. Hieronijmus Ulferts Schleurholts |                    | |
| 1909 - 1914  | Simon Berman                         |                    | eerder burgemeester van Schagen, werd burgemeester van Alblasserdam                                                              |
| 1914 - 1917  | Klaas van Sevenhoven                 | ARP                | was burgemeester van Stedum, werd burgemeester van Onstwedde                                                                     |
| 1917 - 1944  | Minne Jouwstra                       | ARP                | was gemeentesecretaris van Ambt Hardenberg                                                                                       |
| 1944 - 1945  | I.G. Timmer                          | NSB                | |
| 1945 - 1947  | Minne Jouwstra                       | ARP                | |
| 1947 - 1962  | Jan Nicolaas Spoelstra               | ARP                | was burgemeester van Leens |
| 1962 - 1971  | Jos Lindeboom                        | ARP                | was burgemeester van Leens |
| 1971 - 1991  | Albert Smallenbroek                  | ARP/CDA            | was burgemeester van Oldekerk |
| 1991 - 2009  | Wilte Everts                         | CDA                | was wethouder van Winsum |
| 2010 - 2017  | Henk Bakker                          | CDA                | deels waarnemend; was gemeentesecretaris van Groningen                                                                           |
| 2017 - 2018  | Erica van Lente                      | PvdA               | waarnemend |